# Flugplatz Krókstaðarmelar

i8
i11
i13
Der Flugplatz Krókstaðarmelar (ICAO-Code: BIHV) ist ein Flugplatz im Nordwesten von Island.
Er liegt in der Gemeinde Húnaþing vestra (1258 Einwohner) etwa 15 km südlich des Ortes Hvammstangi zwischen dem Fluss Miðfjarðará im Osten und dem Hólalandsvegur  im Westen.
Der Flugplatz Krókstaðarmelar wurde 1954 mit einer 250 m langen Landebahn in Nord-Süd-Richtung für Krankentransportflüge eröffnet.
Die Bewohner in der Umgebung hofften, dass es hierher Linienflüge auf der Strecke nach Hólmavík und Gjögur geben würde, welche jedoch nicht eingerichtet wurden.
Auch die Untersuchungen, die Start- und Landebahn in die Nähe des Miðfjörðurs und dichter an Hvammstangi zu verlegen, wurden nicht weiter verfolgt.
Der Flugplatz Krókstaðarmelar ist seit 2010 nicht mehr bei der isländischen Flugverwaltung Isavia gelistet.
Er wird aber weiter von den Lachsanglern am Fluss Miðfjarðará und im Herbst für den Schafsabtrieb auf der Arnarvatnsheiði genutzt.